# Pereña de la Ribera
Pereña de la Ribera település Spanyolországban, Salamanca tartományban. Pereña de la Ribera Villarino de los Aires, La Peña, Masueco és Mogadouro községekkel határos. Lakosainak száma 314 fő (2024).

## Népesség
A település népessége az elmúlt években az alábbi módon változott:
| Lakosok száma | 544  | 513  | 444  | 406  | 434  | 392  | 366  | 345  | 318  | 314  |
|               | 2001 | 2004 | 2007 | 2009 | 2012 | 2014 | 2017 | 2019 | 2022 | 2024 |